# Filip Kostić
Filip Kostić (srbskou cyrilicí: Филип Костић; * 1. listopadu 1992 Kragujevac) je srbský profesionální fotbalista, který hraje na pozici levého křídelníka či levého krajního obránce za Turecký klub Fenerbahce SK, Kde je na hostování z Juventus FC a za srbský národní tým.

## Klubová kariéra

### Radnički Kragujevac
Kostić debutoval v dresu Radnički Kragujevac v roce 2010 ve věku 17 let. Poté, co klub postoupil do Srbské SuperLigy. Začal přitahovat zájem několika klubů, včetně Crvene zvezdy, Anderlechtu, Udinese či Tottenhamu Hotspur. Dne 15. dubna 2012 byl vybrán do jedenáctky 24. ligového kola.

### Groningen

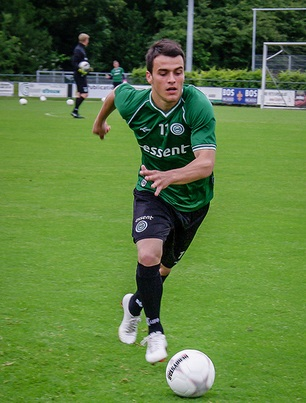
Kostić v dresu FC Groningen (2013)

4. dubna 2012 podepsal smlouvu s nizozemským klubem Groningen, a v červnu 2012, po skončení sezóny, do klubu přestoupil. Debutoval dne 21. října 2012. Na začátku sezóny 2013/14 upoutal pozornost médií poté, co odehrál skvělý zápas, ve kterém si připsal jednu asistenci, proti NEC Nijmegen, a 25. nahrál na dvě branky proti Go Ahead Eagles. Svůj první gól za Groningen vstřelil 20. října 2013, při výhře 1:0 proti PSV Eindhoven.

### VfB Stuttgart
Dne 9. srpna 2014 Kostić přestoupil do německého VfB Stuttgart za částku okolo 6 milionů euro. Groningen by také získal 15% z budoucího přestupu ze Stuttgartu. Kostić podepsal smlouvu do června 2019.

### Hamburger SV
Po sestupu Stuttgartu z Bundesligy na konci sezóny 2015/16 přestoupil Kostić do Hamburger SV za poplatek ve výši 14 milionů euro, stal se tak nejdražším hráčem v historii klubu.

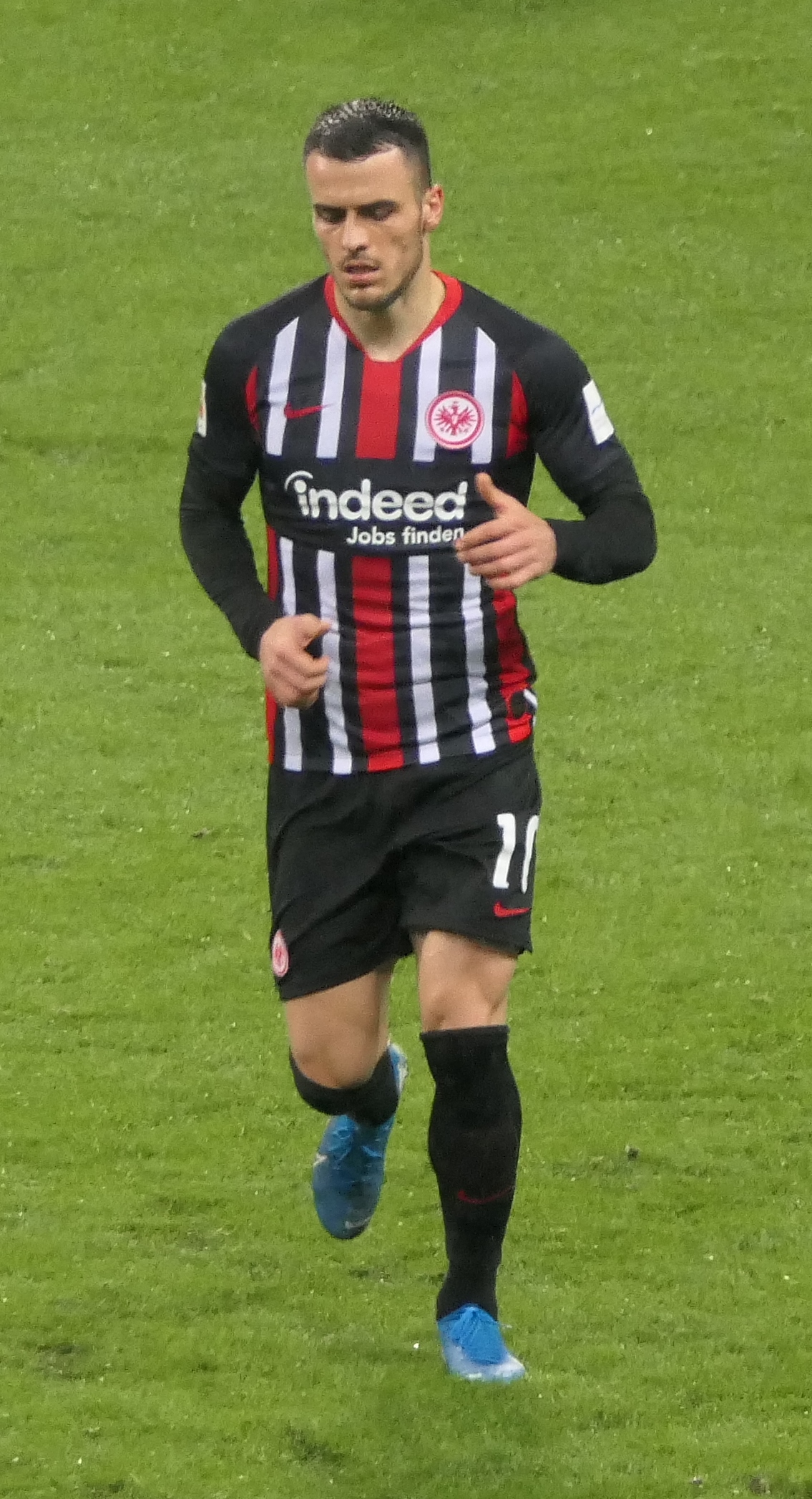
Kostić v dresu Eintrachtu Frankfurt (2019)

#### Eintracht Frankfurt (hostování)
Dne 20. srpna 2018 odešel Kostić na roční hostování do Eintrachtu Frankfurt do konce sezóny 2018/19.

### Eintracht Frankfurt
Dne 17. května 2019 oznámil Frankfurt, že Kostić do klubu přestupuje natrvalo; podepsal smlouvu do roku 2023.

## Reprezentační kariéra
V baráži na Mistrovství Evropy do 21 let v roce 2015 vstřelil vítězný gól proti Španělsku, a pomohl tak k postupu na finálový turnaj.
Dne 7. června 2015 debutoval Kostić v srbském národním týmu v přátelském utkání proti Ázerbájdžánu v rakouském St. Pöltenu, když v 56. minutě vystřídal Lazara Markoviće. Svůj první soutěžní zápas odehrál 13. června 2015 v kvalifikaci na Euro 2016 proti Dánsku. 5. září 2016 vstřelil svůj mezinárodní gól, a to proti Irsku při remíze 2:2.
V červnu 2018 byl nominován do srbského týmu na Mistrovství světa 2018, kde hrál všechny tři zápasy ve skupinové fázi turnaje.

## Statistiky

### Klubové
K 20. březnu 2021
| Klub                | Sezóna  | Liga                | Liga   | Liga | Pohár  | Pohár | Evropské poháry | Evropské poháry | Celkem | Celkem |
| Klub                | Sezóna  | Liga                | Zápasy | Góly | Zápasy | Góly  | Zápasy          | Góly            | Zápasy | Góly   |
| ------------------- | ------- | ------------------- | ------ | ---- | ------ | ----- | --------------- | --------------- | ------ | ------ |
| Radnički Kragujevac | 2009/10 | Serbian League West | 5      | 0    | —      | —     | —               | —               | 5      | 0      |
| Radnički Kragujevac | 2010/11 | Prva liga Srbije    | 30     | 2    | —      | —     | —               | —               | 30     | 2      |
| Radnički Kragujevac | 2011/12 | Srbská SuperLiga    | 27     | 3    | 2      | 0     | —               | —               | 29     | 3      |
| Radnički Kragujevac | Celkem  | Celkem              | 62     | 5    | 2      | 0     | —               | —               | 64     | 5      |
| Groningen           | 2012/13 | Eredivisie          | 7      | 0    | 0      | 0     | —               | —               | 7      | 0      |
| Groningen           | 2013/14 | Eredivisie          | 38     | 11   | 3      | 1     | —               | —               | 41     | 12     |
| Groningen           | 2014/15 | Eredivisie          | 0      | 0    | 0      | 0     | 2               | 0               | 2      | 0      |
| Groningen           | Celkem  | Celkem              | 45     | 11   | 3      | 1     | 2               | 0               | 50     | 12     |
| VfB Stuttgart       | 2014/15 | Bundesliga          | 29     | 3    | 1      | 0     | —               | —               | 30     | 3      |
| VfB Stuttgart       | 2015/16 | Bundesliga          | 30     | 5    | 3      | 0     | —               | —               | 33     | 5      |
| VfB Stuttgart       | Celkem  | Celkem              | 59     | 8    | 4      | 0     | —               | —               | 63     | 8      |
| Hamburger SV        | 2016/17 | Bundesliga          | 31     | 4    | 4      | 0     | —               | —               | 35     | 4      |
| Hamburger SV        | 2017/18 | Bundesliga          | 30     | 5    | 0      | 0     | —               | —               | 30     | 5      |
| Hamburger SV        | Celkem  | Celkem              | 61     | 9    | 4      | 0     | —               | —               | 65     | 9      |
| Eintracht Frankfurt | 2018/19 | Bundesliga          | 34     | 6    | 0      | 0     | 12              | 4               | 46     | 10     |
| Eintracht Frankfurt | 2019/20 | Bundesliga          | 33     | 4    | 3      | 3     | 15              | 5               | 51     | 12     |
| Eintracht Frankfurt | 2020/21 | Bundesliga          | 22     | 4    | 0      | 0     | —               | —               | 22     | 4      |
| Eintracht Frankfurt | Celkem  | Celkem              | 89     | 14   | 3      | 3     | 27              | 9               | 119    | 26     |
| Celkem              | Celkem  | Celkem              | 316    | 47   | 16     | 4     | 29              | 9               | 361    | 60     |

### Reprezentační
K 27. březnu 2021
| Srbsko | Srbsko | Srbsko |
| Rok    | Zápasy | Góly   |
| ------ | ------ | ------ |
| 2015   | 5      | 0      |
| 2016   | 8      | 2      |
| 2017   | 6      | 0      |
| 2018   | 9      | 0      |
| 2019   | 4      | 0      |
| 2020   | 3      | 0      |
| 2021   | 2      | 1      |
| Celkem | 37     | 3      |

K zápasu odehranému 27. březnu 2020. Skóre a výsledky Srbska jsou vždy zapisovány jako první
| Gól | Datum           | Místo                                   | Zápas | Soupeř      | Skóre | Výsledek | Soutěž                                |
| --- | --------------- | --------------------------------------- | ----- | ----------- | ----- | -------- | ------------------------------------- |
| 1.  | 5. září 2016    | Stadion Crvena Zvezda, Bělehrad, Srbsko | 10.   | Irsko       | 1:1   | 2:2      | Kvalifikace na Mistrovství světa 2018 |
| 2.  | 6. října 2016   | Stadion Zimbru, Kišiněv, Moldavsko      | 11.   | Moldavsko   | 1:0   | 3:0      | Kvalifikace na Mistrovství světa 2018 |
| 3.  | 27. března 2021 | Stadion Crvena Zvezda, Bělehrad, Srbsko | 37.   | Portugalsko | 2:2   | 2:2      | Kvalifikace na Mistrovství světa 2022 |

## Ocenění

### Individuální
- Jedenáctka sezóny Evropské ligy UEFA: 2018/19[20]

### Týmové
●Coppa Italia 2023/2024
●Evropská liga UEFA 2021/2022
●